# Georges Bregy
Georges Bregy (Raron, 17 gennaio 1958) è un allenatore di calcio ed ex calciatore svizzero, di ruolo centrocampista.

## Carriera
Nell'estate del 1994, già ritiratosi dal calcio a fine campionato, fu ugualmente convocato per i Mondiali americani, in cui segnò il primo gol della manifestazione, aprendo le marcature su calcio di punizione nella partita di esordio contro gli Stati Uniti.

## Palmarès
- Campionato svizzero: 1

Young Boys: 1985-86
- Coppa Svizzera: 2

Sion: 1979-80, 1981-82